# Дружество на южнобългарските художници
Дружество на южнобългарските художници (ДЮБХ) е професионално обединение на български художници от началото на XX век. Първата изложба на Дружеството е открита на 31 март 1912 г. в Пловдив. Скоро след това е приет Уставът на ДЮБХ (утвърден официално със заповед № 2269 от 20.VІ.1912 г.) и печат с изображение на тракийски конник с надпис „Дружество на южнобългарските художници“. Сред първите му членове са Георги Атанасов, Георги Ботушаров, Михаил Балтов, Атанас Бакларов, Ал. Гайтанджиев, Иван Гуринов, В. Костакиев, Михаил Кръстев, Васил Маринов, Марин Маринов, Б. Маргин, Атанас Овчаров, Христо Станчев, Гочо (Григор) Савов, Павел Ташев и Георги х. Димитров. В различни години към дружеството се присъединяват В. Бабаков, А. Дудулов, Михаил Михайлов, Г. Машев, Данаил Дечев, Ц. Лавренов, Давид Перец, Владимир Рилски, Златю Бояджиев, Д. Георгиева, Ж. Пейчева, Борис Ангелушев, Васил Бараков, П. Бойдов, Е. Грънчарова, К. Деспотов, П. Кантеимиров, Д. Куманов, Б. Стаматов, Вл. Мишайков, Марио Жеков,.